# Bergsjöberget
Bergsjöberget är ett naturreservat i Nordmalings kommun i Västerbottens län.
Området är naturskyddat sedan 2018 och är 78 hektar stort. Reservatet omfattar berget och dess branta nordostluttning mot Bergsjön. Reservatets skog är grandominerad med inslag av lövträd och tallar.